# آنوسی آواراترا
آنوسی آواراترا (به لاتین: Anosy Avaratra) یک منطقهٔ مسکونی در ماداگاسکار است که در آنالامانگا واقع شده‌است. آنوسی آواراترا ۱۵٬۲۴۳ نفر جمعیت دارد و ۱٬۳۵۰ متر بالاتر از سطح دریا واقع شده‌است.